# Kostel Panny Marie Pomocné (Bruntál)
Kostel Panny Marie Pomocné je barokní poutní kostel postavený ve druhé polovině 18. století na místě původní dřevěné kaple na Uhlířském vrchu přibližně dva kilometry jihozápadně od Bruntálu. Patřil k významným poutním místům na severní Moravě, po devastaci ve druhé polovině 20. století byl obnoven po roce 1989. Od roku 1958 je evidován jako kulturní památka. Ke kostelu vede z Bruntálu čtyřřadá lipová alej, která má jako významný krajinotvorný prvek památkovou ochranu od roku 1973. Křížová cesta byla obnovena počátkem 21. století. Věž kostela je na Bruntálsku významnou dominantou v krajině viditelnou ze vzdálenosti mnoha kilometrů.

## Historie

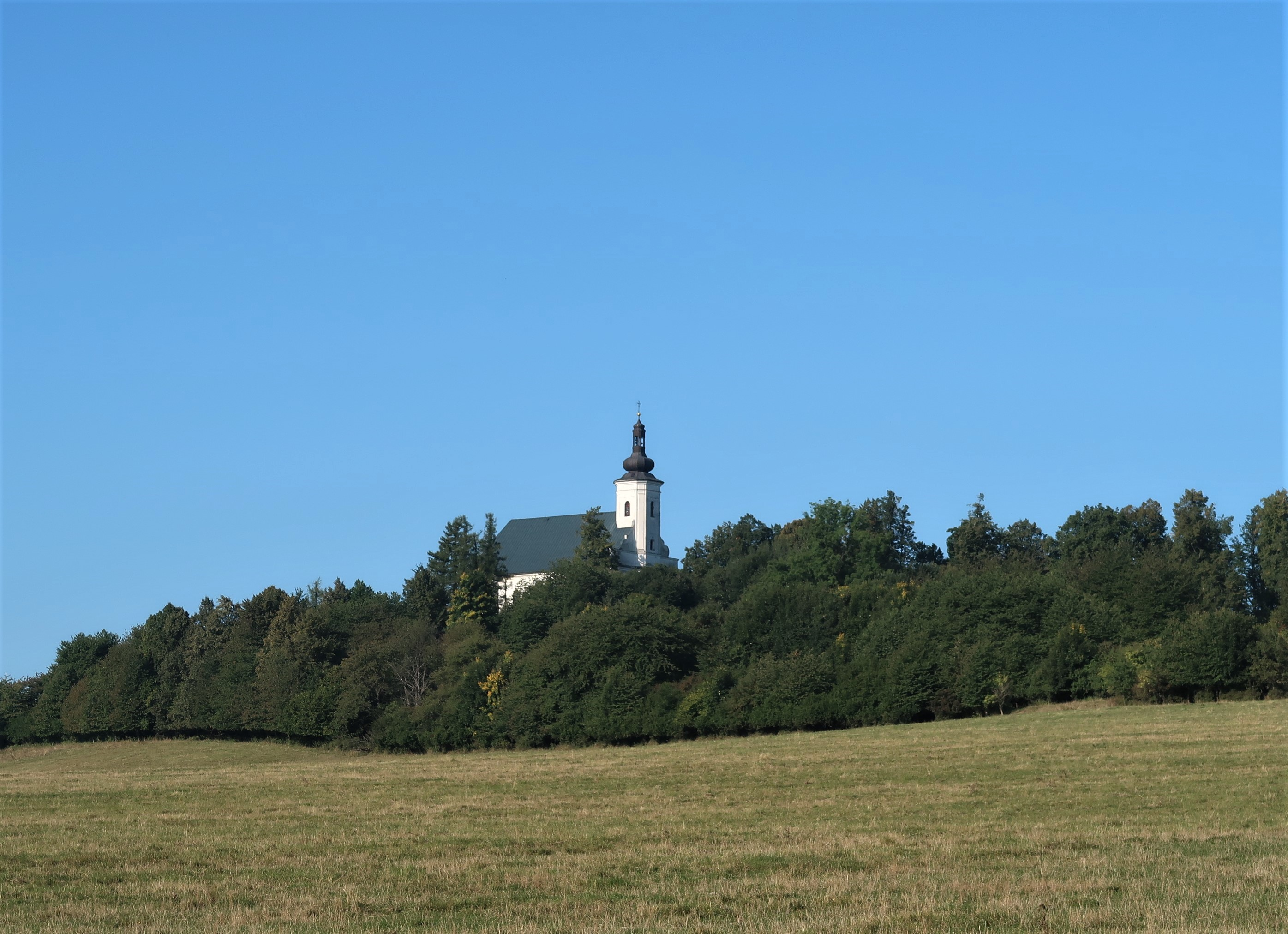
Kostel pohledem z lipové aleje cestou z Bruntálu

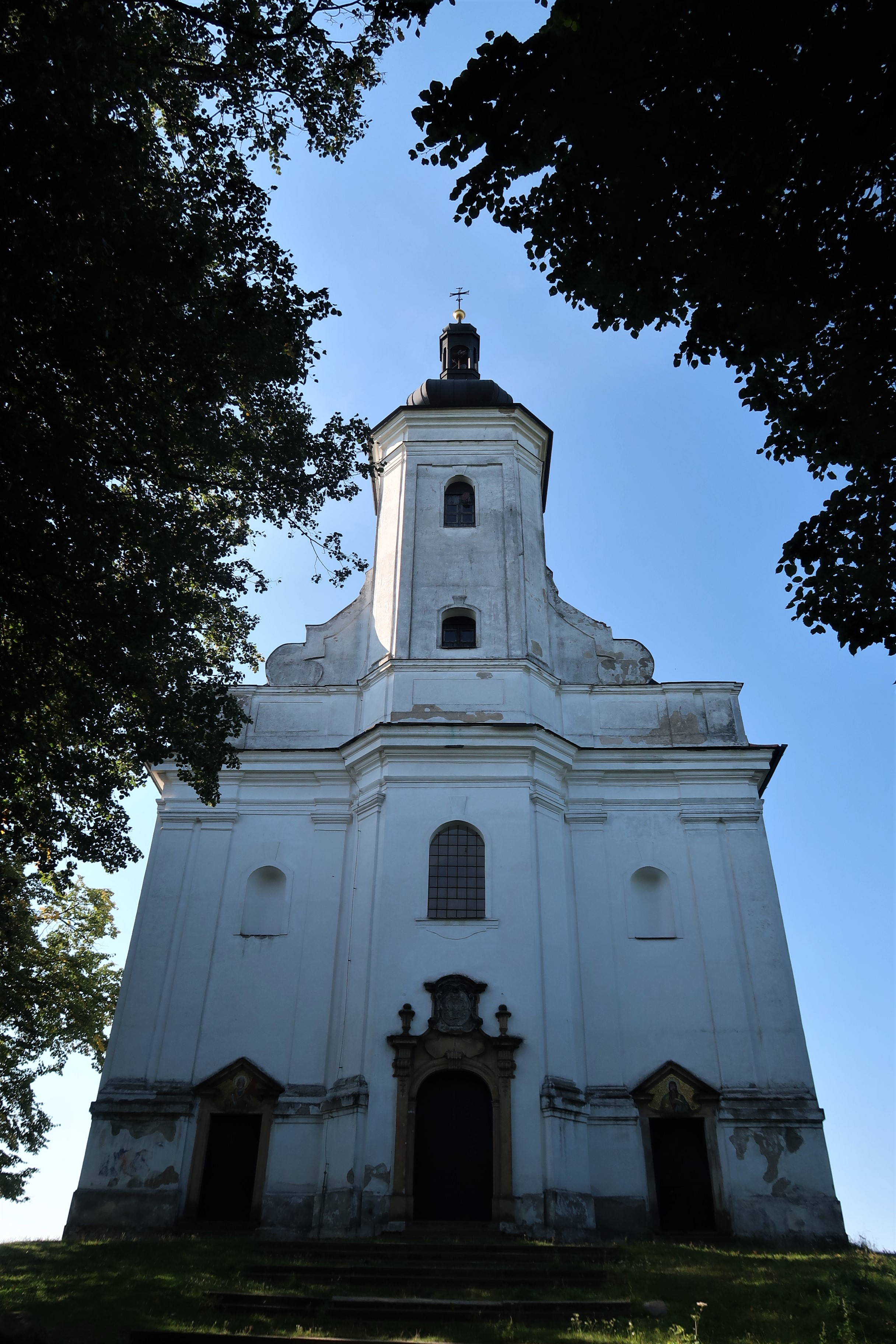
Severní průčelí kostela

K původu výstavby modlitebny na Uhlířském vrchu v 17. století se váže legenda spojená se švédským vpádem během třicetileté války. Tehdejší místodržitel severomoravských panství Řádu německých rytířů August Osvald z Lichtenštejna bránil proti Švédům hrad Sovinec a slíbil, že v případě úspěchu nechá na Uhlířském vrchu postavit kapli. I když Švédové Sovinec dobyli (1642), plukovník Lichtenštejn svůj slib splnil a v letech 1653–1655 byla na Uhlířském vrchu postavena dřevěná kaple. Do interiéru byla umístěna kopie obrazu Panny Marie Pomocné (Pasovské) od Lucase Cranacha. Svatyně se stala oblíbeným poutním místem a v roce 1724 byla v jejím sousedství postavena poustevna. Vzhledem ke stoupajícímu počtu poutníků se od počátku 18. století uvažovalo o výstavbě většího kostela.
Kostel v současné podobě vznikl v letech 1755–1758 z podnětu bruntálského řádového místodržitele Bedřicha Filipa z Wildensteinu. Stavbu financoval převážně Řád německých rytířů. Plány vypracoval krnovský stavitel Georg Friedrich Gans, který byl také autorem projektu poutního kostela na Cvilíně u Krnova. Stavební práce byly dokončeny v roce 1758, k vysvěcení kostela došlo v roce 1762. Nedlouho poté byla vysázena lipová alej cestou z Bruntálu (1766–1770), kde až v 21. století vznikla křížová cesta. Souběžně s kostelem byla před jeho severním průčelím postavena budova vikářství z hrázděného zdiva. Na náklady bruntálské městské rady vznikl v roce 1770 hostinec určený pro poutníky. Protože Uhlířský vrch je výraznou výškovou dominantou širokého okolí, kostel několikrát vyhořel po zásahu bleskem. K dalším výrazným úpravám došlo v roce 1863 za velmistra arcivévody Maxmiliána d'Este. Tehdy byl kostel pokryt břidlicovou střechou a opatřen hromosvodem. Později byla původní lipová alej s křížovou cestou prodloužena až do centra Bruntálu (1885–1889), tehdy byla opravena také budova vikářství.
Během 20. století došlo k devastaci celého areálu, po roce 1968 mimo jiné za přispění sovětské vojenské posádky, která sídlila v Bruntálu. V šedesátých letech byly kvůli neuspokojivému stavu zbořeny budovy vikářství a hostince, vyrabován byl také interiér kostela. Celková rekonstrukce kostela a jeho okolí začala v roce 1990. Do kostela bylyl umístěny varhany, interiér se značně zúženým mobiliářem byl obohacen dlažbou a obětním stolem z leštěného mramoru. Náklady ve výši 4,5 miliónu korun hradil stát prostřednictvím okresního úřadu v Bruntálu. V říjnu 1993 byl kostel znovu vysvěcen olomouckým arcibiskupem Janem Graubnerem. I poté probíhaly další dílčí úpravy, kostelní lavice byly pořízeny v roce 1995 (jsou kopií lavic z farního kostela v Bruntálu). Naopak nadále docházelo ke ztrátám, po roce 1995 byly ukradeny čtyři ze čtrnácti obrazů křížové cesty. Exteriérové osvětlení kostela bylo slavnostně zprovozněno v noci z 30. dubna na 1. května 2004 při příležitosti vstupu České republiky do Evropské unie. V současné době se v kostele pravidelné bohoslužby nekonají, bývá ale zpřístupněn v době poutí vztahujících se ke svátkům Panny Marie (v srpnu a září) a k výročí znovuvysvěcení v roce 1993 (9. října).

## Popis
Kostel je barokní jednolodní stavba orientovaná k jihu a zakončená eliptickým presbytářem. Vstupní severní průčelí je obohaceno věží s cibulovou bání. Nad vchodem je umístěn kamenný erb velmistra Řádu německých rytířů prince Karla Alexandra Lotrinského, za nějž byl kostel dokončen a vysvěcen. Ke kostelu vede čtyřřadá lipová alej vysázená krátce po dostavbě kostela v letech 1766–1770 a koncem 19. století prodloužená výsadbou dalších lip až do centra Bruntálu. Alej byla v roce 1916 osazena zastaveními křížové cesty, která ale zanikla po druhé světové válce. Nynější křížová cesta se čtrnácti zastaveními je dílem bruntálského řezbáře Františka Nedomlela a vznikla počátkem 21. století.